# Pala de San Bernabé
La Pala de San Bernabé (en italiano, Pala di San Barnaba), es un cuadro realizado por el pintor renacentista italiano Sandro Botticelli. Está ejecutado al temple sobre tabla. Mide 268 cm de alto y 280 cm de ancho. Fue pintado en 1487 y actualmente se conserva en la Galería de los Uffizi de Florencia (Italia). También es conocido como Retablo de San Bernabé, pues Pala significa retablo.
Esta obra fue ejecutada para la iglesia agustina de San Bernabé de Florencia. Fue un encargo del gremio de los médicos y boticarios, que tenía en san Bernabé a su santo patrón. También se creía que este santo había protegido a los florentinos en su victoria contra Arezzo en la batalla de Campaldino (1289). Originariamente, tenía siete predelas, pero tres se dispersaron en el siglo XVIII. Además, el retablo perdió el marco y se modificaron sus dimensiones.
Este cuadro es una "sagrada conversación". Representa a la Virgen en el trono con el Niño y los santos Catalina de Alejandría, Agustín, Bernabé, Juan Bautista, Ignacio de Antioquía y Miguel Arcángel. La figura de Juan recuerda a la escultura de la época. Es un personaje dramático que anticipa la cruda religiosidad de la época de dominio de Savonarola en Florencia.
El cuadro se ambienta en una arquitectura con numerosas alusiones a la Antigüedad clásica. Así se ve en las pilastras a los lados del trono. También en los relieves que decoran los escalones. 
Sobre las gradas del trono están grabados los primeros versos de la oración pronunciada por Bernardo de Claraval en el último canto de la Divina Comedia: «Virgen madre, hija de tu hijo». El pintor estaba familiarizado con este poema desde hacía tiempo, habiendo realizado numerosos dibujos que lo ilustraban.
En la parte superior, hay ángeles que abren los cortinajes. Otros dos ángeles sostienen los símbolos de la pasión: la corona de espinas y los clavos de Cristo. Los colores son plenos. Es una pintura de madurez.